# Famille Goffinet
 (janvier 2021).
 (2 mars 2018).
Améliorez-le ou discutez des points à vérifier. 
Pour les articles homonymes, voir Goffinet.
La famille Goffinet, dont plusieurs branches appartiennent à la noblesse belge, trouve ses origines dans le monde rural du duché de Luxembourg. Cette ancienne lignée de nobles , maîtres de forges et francs-hommes est originaire du village des Bulles en comté de Chiny  où elle s'était réfugiée au temps où l'armée du duc de Guise ravageait le sud du Luxembourg. Les premières traces historiques la font remonter à la fin du XVe siècle. Une théorie la fait remonter à Godfrin Hippolyte Goffinet de Vance, descendant des seigneurs de Vance. Mais cette théorie est réfutée par plusieurs historiens et généalogistes dont la majorité de la famille.
Elle s’allie au fil du temps à la petite aristocratie luxembourgeoise, et occupe des charges publiques comme « Forestier des bois et forêts de Sa Majesté » en la gruerie de Chiny, durant six générations, de 1619 à la fin de l’Ancien Régime.

## Histoire

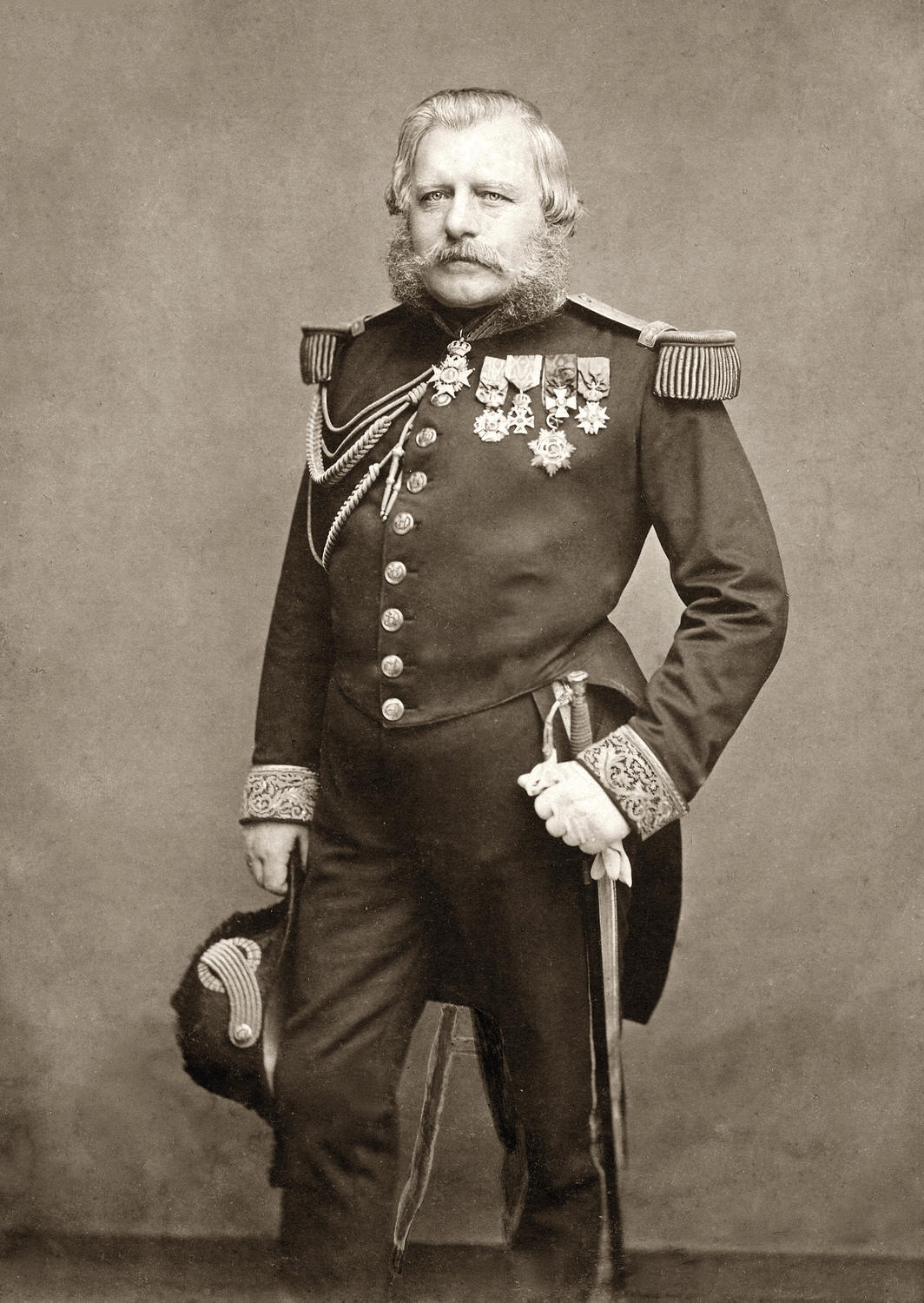
Portrait de Adrien Goffinet, collection Fondation Roi Baudouin

Né le 10 avril 1812 à Neufchâteau, Adrien Goffinet appartient à une famille catholique qui plonge ses racines dans le comté de Chiny au XVe siècle. Sous l’Ancien Régime, les Goffinet s’allient à la bourgeoisie luxembourgeoise et occupent des fonctions importantes dans l’administration de la région. Voué à une carrière d’officier et employé au Dépôt de la guerre, Adrien Goffinet s’engage, avec le grade de sergent honoraire, au 3ème régiment d’infanterie de ligne en août 1832. Adrien est repéré par ses supérieurs pour ses qualités d’organisation et de diplomatie. Adjoint au corps d’état-major, il est chargé, comme secrétaire, des négociations du tracé des frontières entre la Belgique et les Pays-Bas à la suite de la signature du traité des XXIV articles par le roi Guillaume Ier en 1839. D’autres missions lui sont confiées. Le général Goblet, ministre des Affaires étrangères, satisfait de son travail, le propose en 1845 pour un avancement exceptionnel. Devenu capitaine de 1ère classe au 1er régiment de chasseurs à pied, il est repéré par la cour. Adrien devient officier d'ordonnance de Léopold Ier en 1851. Deux ans plus tard, il est nommé premier officier d’ordonnance de Léopold, duc de Brabant et héritier du trône. Le roi aurait alors dit à son fils aîné : « Apprécie-le bien, car c’est un cadeau que je te fais » . Goffinet dirige le secrétariat des commandements du duc de Brabant. Débute une collaboration entre les deux hommes qui durera trente années. Adrien gère les finances du couple ducal mais aussi tout ce qui a trait à l’organisation de sa vie quotidienne. Adrien se trouve également mêlé aux entreprises du duc afin de trouver des débouchés commerciaux intéressants pour la Belgique. Après l’accession au trône de Léopold comme second roi des Belges, l’importance de son homme de confiance se confirme. Le 15 février 1866, Adrien Goffinet est nommé secrétaire des commandements du roi et de la reine. Parallèlement, il poursuit son travail de gestionnaire de la fortune privée des souverains et conserve des valeurs leur appartenant dans sa maison de la rue de la Science. En 1880, il abandonnera cette activité qui sera dévolue à ses fils Auguste et Constant. Adrien devient un intime de la famille royale. Après le retour de l’impératrice Charlotte du Mexique en Belgique, il est chargé d’organiser son existence et gère sa fortune. En 1876, Adrien a reçu le titre de baron. Il investit une partie de ses biens dans l’aménagement et l’agrandissement de son domaine familial situé à Freux, en Ardenne, qui couvre plus de 300 hectares à son décès. Adrien rend son dernier soupir à Bruxelles le 21 décembre 1886.
De son union avec Marie-Thérèse De Cock (Gand 1827-Freux 1904), Adrien a eu six enfants. Parmi ces derniers, deux garçons suivent les traces de leur père : les jumeaux Constant et Auguste, nés à Bruxelles le 28 août 1857. Docteurs en droit, les deux frères entrent au service du ministère des Affaires étrangères et partent en poste en tant que diplomates à l’étranger (Pays-Bas, Allemagne et Grande-Bretagne). Peu de temps en réalité, car leur père tient à leur assurer une position au sein de la maison royale. En 1876, les jumeaux avaient déjà été attachés au secrétariat des commandements du roi. Quatre ans plus tard, Auguste devenait gestionnaire du Fonds spécial africain et Constant gestionnaire de la fortune privée. La chose est définitivement réglée après la mort d’Adrien. Constant devient intendant de la liste civile du roi en 1890 (après 4 ans d’un poste intérimaire) tandis qu’Auguste est nommé secrétaire des commandements du roi et de la reine. Comme son père avant lui, Auguste, l’aîné des jumeaux, devient un intime de la famille royale et plus particulièrement de la reine Marie-Henriette. En plus de ses fonctions de secrétaire des mcommandements, il gère des dossiers complexes relatifs à des membres de la famille royale, telles que les frasques de la princesse Louise, fille aînée du souverain. Auguste deviendra grand maître de la maison de l’impératrice Charlotte, veillant au bon fonctionnement de la structure qui entoure la princesse à Bouchout. Il est associé à la politique urbanistique du roi (tout comme son frère Constant). Mais c’est dans la politique coloniale du roi qu’il agit aussi, souvent dans l’ombre. Il gère en effet le fameux Fonds spécial africain et est associé aux différentes combinaisons financières montées par le souverain. Auguste sera également administrateur de la Donation royale et de la Fondation de Niederfüllbach.
Constant, le second des jumeaux, a un parcours indissociable de celui de son aîné. Intendant de la liste civile, il administre également la fortune privée des souverains. Ces deux casquettes lui permettent de seconder efficacement le roi dans sa coûteuse politique coloniale. En 1894, il sera aussi chargé par le roi de négocier avec la République française un arrangement au sujet des frontières de l’Oubangui et du Mbomou. Constant sera également administrateur de la Compagnie du chemin de fer du Congo, de la Compagnie du Katanga et de la Société anversoise de commerce au Congo.
Bien qu’ayant des missions spécifiques et différentes au sein de la maison royale, les activités des jumeaux sont, en réalité, complémentaires. Il n’est pas rare que des dossiers confiés par le roi passent du bureau de Constant à celui d’Auguste et vice-versa. Parallèlement à leurs fonctions au service de la cour, Auguste et Constant poursuivent une carrière dans le monde de la diplomatie, quoique plus fictive que réelle : « Ils furent tous deux nommés conseillers le 15 mai 1890, ministres résidents le 13 mars 1896 et envoyés extraordinaires et ministres plénipotentiaires en 1901. Les jumeaux sont aussi tous deux colonels de la Garde civique. Il semble bien que, des jumeaux, Constant soit celui en qui le roi Léopold II a la plus grande confiance, et ce jusqu’en 1902. Après la mort de la reine Marie-Henriette, l’étoile de Constant baisse un peu au profit de celle de son frère Auguste. Ce dernier devient en quelque sorte le porte-parole du roi auprès de ses ministres. Lors du décès de Léopold II (17 décembre 1909), les frères Goffinet démissionnent de leurs postes respectifs de secrétaire des commandements et d’intendant de la liste civile. Ils sont cependant autorisés à porter leurs titres de façon honorifique. Auguste Goffinet décède le 4 avril 1927. Son frère Constant lui survit jusqu’au 30 mars 1931. Demeurés célibataires, les jumeaux ne laissent pas de descendance directe.
Petit-fils d’un frère du baron Adrien, Robert Goffinet naît le 11 octobre 1886 à Etterbeek. Volontaire de guerre 1914-1918, il perd un œil au combat en 1917 et est cité par deux fois à l’ordre du jour de l’armée. Capitaine honoraire au 2e régiment de grenadiers, Robert devient officier d’ordonnance du roi Albert et est attaché à la maison militaire du roi. Très apprécié par le souverain, il l’accompagne régulièrement lors de ses déplacements officiels ou privés. Il fait partie de la suite royale lors du grand voyage du roi Albert et de la reine Élisabeth aux Indes en 1925. Lorsqu’après la guerre le roi Albert envisage de revoir sa sœur Joséphine, résidant en Allemagne, il écrit à celle-ci : « J’enverrai un homme de confiance pour t’y recevoir : Robert Goffinet par exemple qui est ce que j’ai de mieux chez moi » . Demeuré célibataire comme ses cousins Auguste et Constant, Robert voue son existence à la famille royale. Nommé baron en 1930, il ne lèvera jamais ses lettres patentes. D’intendant de la liste civile (1929-1931), il devient officier d’ordonnance de Charles, comte de Flandre, en 1932. Il quitte de ce fait les fonctions analogues qu’il occupait auprès du roi Albert. Il semble que le rôle de Robert Goffinet soit déterminant au moment où le prince Charles prend ses fonctions de régent, à la fin de la Seconde Guerre mondiale. André de Staercke écrit : « (...) le baron (sic) Goffinet l’avait littéralement forcé à devenir régent et (...) l’avait menacé, au cours de la discussion, de ne plus jamais lui serrer la main s’il se dérobait» .
Goffinet est une personnalité incontournable dans l’entourage du régent. De Staercke écrit encore : « (...) le comte de Flandre l’aimait d’une affection qui n’était pas toujours sans révolte. Goffinet avait pour lui une amitié impérieuse et profonde et sans illusions » . Il est nommé chef de la maison du prince-régent. Robert Goffinet décède d’un cancer foudroyant le 10 février 1945.
En 1993, la Fondation Roi Baudouin a acquis les archives privées des rois Léopold Ier et Léopold II que l’on croyait perdues. Les deux rois avaient en effet confié ces quelques milliers de documents particulièrement dignes d’intérêt à leurs plus proches collaborateurs, Adrien, Constant et Auguste Goffinet, qui les conservèrent dans le plus grand secret. Tant et si bien que personne ne se souvenait de leur existence, jusqu’à leur découverte fortuite et leur rachat par la Fondation Roi Baudouin.

## Branche anoblie
La section qui suit ne concerne que la descendance d’Adrien Goffinet et de son frère Théodule.

### Branche aînée (éteinte)
- Baron Adrien Goffinet (1812-1886), né à Neufchâteau, lieutenant-général, aide de camp du roi Léopold II de Belgique, secrétaire des commandements de Leurs Majestés. Homme de confiance du couple royal pendant une trentaine d'années, il est chargé de la gestion des archives de premiers souverains belges. Titré baron en 1876, il est père de six enfants, dont les jumeaux qui suivent :
  - Baron Auguste Goffinet (1857-1927), docteur en droit, Ministre plénipotentiaire du roi Léopold II, Grand-Maître de la Maison de l'impératrice Charlotte du Mexique, Secrétaire des Commandements du Roi, etc. Comme son frère Constant, il était célibataire et sans descendance. Il démissionne de son poste en 1909 lors du décès du roi Léopold II dont les jumeaux sont les exécuteurs testamentaires.
  - Baron Constant Goffinet (1857-1931), docteur en droit, Intendant de la Liste civile du roi Léopold II de Belgique. Comme son frère Auguste, il était célibataire et sans descendance. Il démissionne de son poste en 1909 lors du décès du roi Léopold II dont les jumeaux sont les exécuteurs testamentaires.

### Branche aînée actuelle
- Robert Goffinet (1886-1945), petit-cousin d'Auguste et Constant dont il est l'exécuteur testamentaire (c'est lui qui hérite des archives de la famille Goffinet et de la famille royale). Volontaire de guerre 1914-1918, il perd un œil au combat en 1917 et porte dès lors un bandeau noir. Intendant de la Liste Civile du roi Albert Ier de Belgique de 1929 à 1931, il devient ensuite officier d'ordonnance à partir de 1932 du prince Charles de Belgique, puis Chef de la Maison du Régent du Royaume (1944-1950). Il a été inhumé en 1945 au cimetière de Brugelette.
- Baron Léopold Goffinet, frère cadet de Robert. Il fut bourgmestre de Brugelette (province de Hainaut) de 1921 à 1933. En 1946, il obtient la concession de noblesse et le titre de baron transmissible par ordre de primogéniture masculine. Il est décédé en 1973 à Ath, suivi un an plus tard par son épouse. Leur château de Brugelette a ensuite été vendu par leurs héritiers.
- Louis Goffinet, frère de Robert et Léopold. Après le décès de Robert sans descendance en 1945, ses biens sont partagés entre ses trois frères qui vendent l'immeuble familial de la rue de la Science. Les importantes archives de la famille royale et des Goffinet (qui y étaient entreposées) sont emmenées au château d'Hyon (près de Mons, province de Hainaut), propriété de Louis, seul frère à avoir une descendance. Ces archives seront déposées dans une cave du château d'Hyon qui sera murée, et y resteront jusqu'au décès de la veuve de Louis en 1979. À la suite de la vente du château, les précieuses archives seront, dans les années 1990, dispersées et vendues par les acquéreurs du château et à l’insu de la famille. Le Professeur Jean Stengers s’intéressa à cette histoire et convainquit la Fondation Roi Baudouin de racheter la majeure partie afin de les mettre en dépôt aux Archives du Palais royal de Bruxelles.

### Branche cadette
- Jules Goffinet (1857-1919), cousin germain des jumeaux sus-mentionnés, consul à Madrid, édificateur du château de Reux dont:
  - Baron Henri Goffinet (1884-1958) [9], avocat et homme de lettres, dont:
    - Baron Christian Goffinet (1922-2013)[10],[11],[12] dernier bourgmestre de Conneux, docteur en droit, avocat honoraire, diacre, volontaire de guerre 1940-45, lieutenant de vaisseau de 1er classe honoraire, officier de l’Ordre de la Couronne, chevalier de l’Ordre de Léopold; épouse Marthe de Montpellier d'Annevoie le 30 octobre 1946 [12] dont :
      - Baron Olivier Goffinet (° 1947), journaliste, chevalier de l’Ordre de Malte, épouse la baronne Danièle de Villenfagne de Sorinnes le 13 juin 1970[12]
      - Vincent Goffinet (° 1949), écuyer, gradué en marketing, master en histoire, chevalier de l’Ordre de Malte, croix de l’Ordre pro Merito Melitensi, épouse Joëlle Francqui le 4 septembre 1973[12].
      - Christine Goffinet (° 1952), Premier prix de Guitare (Conservatoire royal de Bruxelles), grand officier de l’Ordre du Mérite social, épouse de Philippe de Riquet, prince de Chimay de 1992 à 2010. Épouse depuis 2020 de Me Xavier Magnée, avocat et ancien bâtonnier du Barreau de Bruxelles, commandeur de l’Ordre de Léopold II et officier de l’Ordre de Léopold[12].
      - Martine Goffinet (° 1953), veuve du Baron  Christophe Ruzette, ancien avocat et propriétaire du château d’Emines, elle épouse en 2021 Jean de Borman, écuyer, architecte[12].
      - François Goffinet (° 1955), écuyer, paysagiste, fit à ce titre l'objet d'un reportage de l'émission Des racines et des ailes, époux d’Astrid de Fierlant Dormer, président fondateur de Kensington Hortorium (Londres) et Fellow of the Linnean Society of London[12]
      - Mireille Goffinet (° 1956) épouse Marc Nieuwenhuys le 26 juin 1981.
      - Béatrice Goffinet (° 1959), diplômée en science religieuse[12], ancienne enseignante de religion catholique et actuellement chargée de l'accueil à l’Abbaye de Chevetogne.
      - Henri Goffinet (° 1964) épouse Martine de Ghellinck d’Elseghem Vaernewyck le 19 mai 2001 [12]

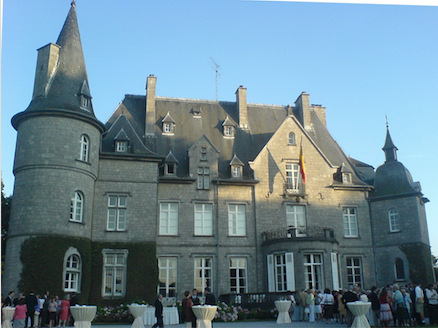
Le château de Reux en 2007

### Fonds d'archives
- Olivier Defrance, « Inventaire des archives d’Adrien, Auguste, Constant et Robert Goffinet(1811) 1842 − 1945 (1947) », Archives générales du Royaume, publié par la Fondation Roi Baudouin, Bruxelles 2020.